# Zygmunt Domański
Zygmunt Józef Domański (ur. 1 lutego 1932) – polski radiolog, naukowiec i nauczyciel akademicki.

## Życiorys
W 1948 ukończył szkołę podstawową, a 3 lata później Liceum Ogólnokształcące im. Kazimierza Wielkiego w Kole. Jest absolwentem Wydziału Lekarskiego Pomorskiej Akademii Medycznej. 
W 1963 rozpoczął pracę w I Zakładzie Radiologii Pomorskiej Akademii Medycznej, gdzie przeszedł kolejne stopnie kariery zawodowej i naukowej aż do kierownika zakładu i profesora. W 1970 uzyskał stopień doktora, a w 1983 stopień doktora habilitowanego. W 1998 otrzymał tytuł profesora. 
Na przełomie lat 1971 i 1972 przez 9 miesięcy pracował w Zakładzie Radiologii w Strasburgu, gdzie uczestniczył w badaniach naczyniowych narządów jamy brzusznej. W latach 80. wraz z żoną wyjechał do pracy w Algierii, gdzie pracował w jednym z wybudowanych przez Francuzów szpitalu. W Algierii spędził 3 lata. 
Jest autorem i współautorem ponad 82 publikacji. 

## Życie prywatne
Jest wdowcem. Ma dwoje dzieci i wnuki. Jego córka prowadzi prywatną firmę, a syn pracuje w Stanach Zjednoczonych.
Jego żona była mikrobiologiem i pracownikiem Pomorskiej Akademii Medycznej.